# جوايخو دي جارنادايلا
بلدية جوايخو دي جارنادايلا (بالإسبانية: Guijo de Granadilla)‏، هي بلدية تقع في مقاطعة قصرش والتي تقع في منطقة إكستريمادورا، غرب إسبانيا.
يبلغ عدد سكانها 721 نسمة وفقاً لإحصائية سنة (2002).